# Владения Швеции
Владения Швеции — все территории мира, когда-либо находившиеся во владении, вассальной, колониальной или близкой к ним зависимости от Швеции.

## Собственно Швеция
- Свеаланд
- Гёталанд
- Норрланд (до 1809 с Финляндской Лапландией и Эстерботнией)
- Шведская Финляндия (1104—1809)
  - Эстерланд (1104—1809)

## Доминионы

### В Скандинавии
- Емтланд, Херьедален и о. Готланд (c 1645)
- Блекинге, Сконе, Халланд и Бохуслен (c 1658)
- о. Борнхольм (1645, 1658—1660)
- Трёнделаг (Центральная Норвегия) (1658—1660)

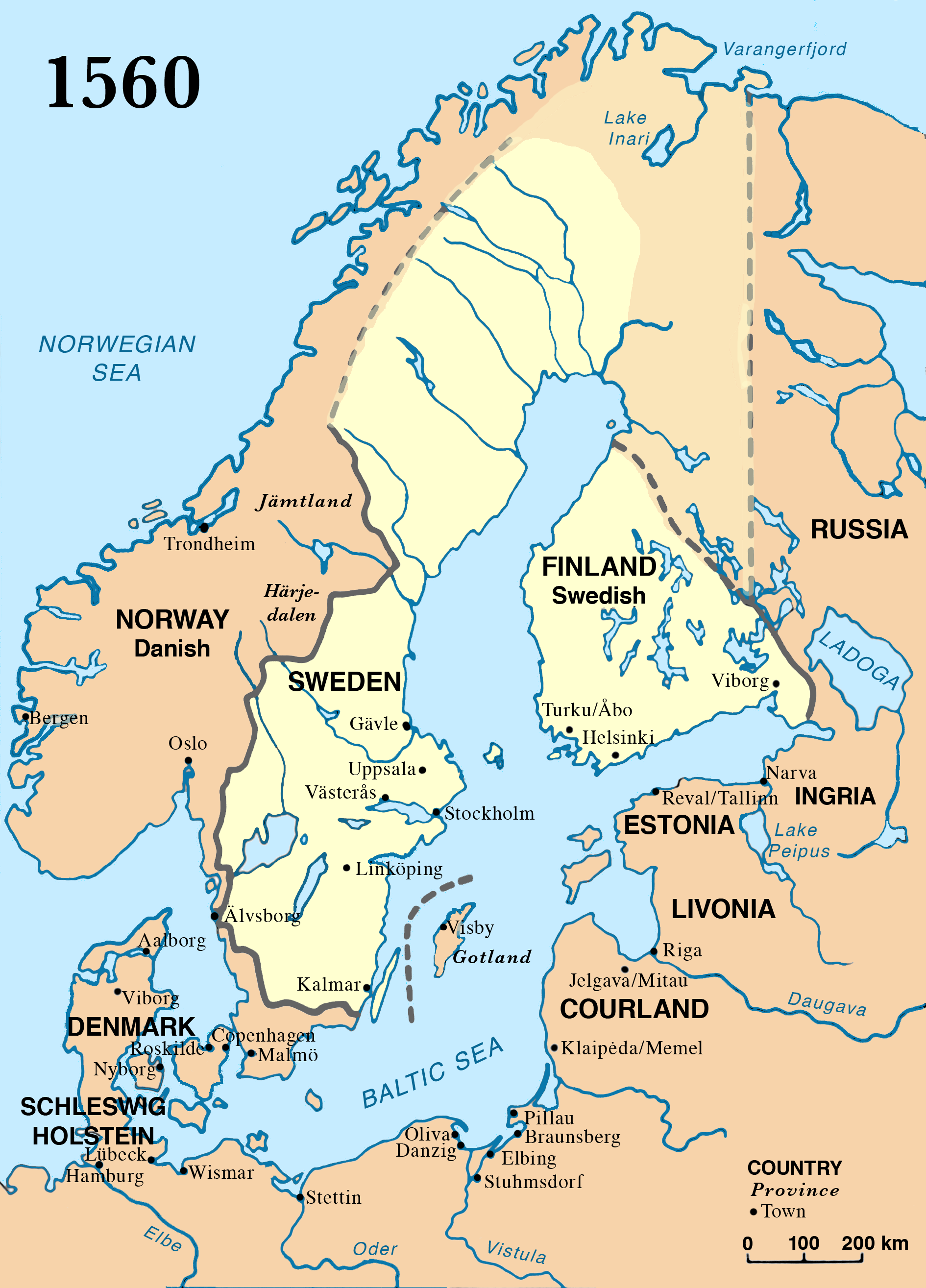
Границы Швеции в 1560 году

### В Прибалтике
- Шведская Эстляндия (1561—1721)
- о. Даго (1563—1721)
- Шведская Ингерманландия (Ингрия) (1580—1595, 1617—1721)
- Кексгольмский лен (Ладожская Карелия) (1580—1595, 1609—1721)
- Шведская Лифляндия (Ливония) (1629—1721)
- о. Эзель (1645—1721)

### ВГермании
- Бремен-Верден (1648—1719)
- Шведская Померания (1648—1815, Штеттин до 1720, Штральзунд и Рюген до 1814)

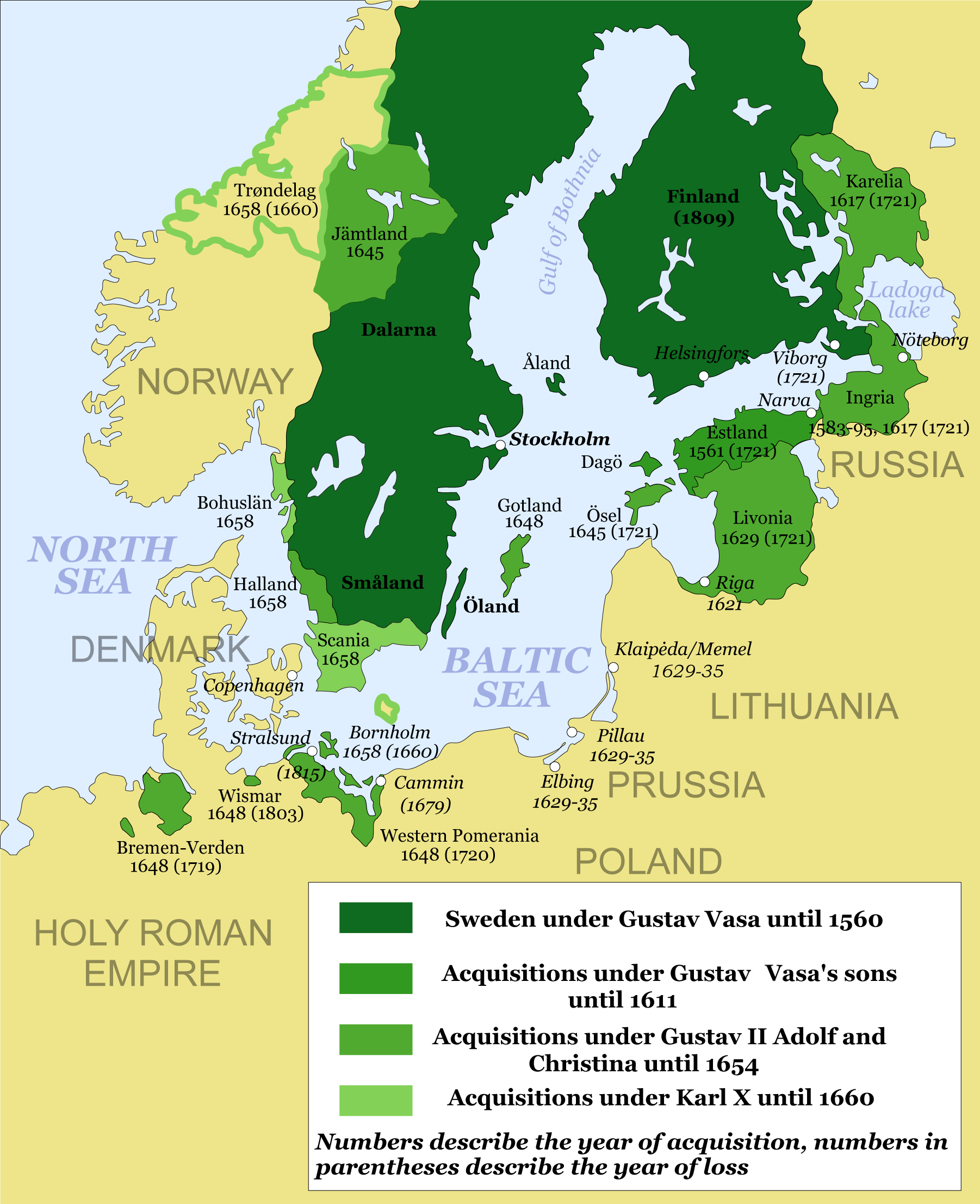
Швеция на пике своей территориальной экспансии (1658)

- Висмар (1628—1803)

## Владения, оккупации
- Штрасбург, Диршау, Вормдитт, Мельзак, Фрауенбург, Мариенбург, Штум (1626—1629)
- Браунсберг, Пиллау, Мемель, Фишхаузен (1629—1635)
- Эльбинг (1629—1635, 1700—1710)
- Оснабрюк (1630—1720)
- Эрфурт (1631—1648)
- Вюрцбург (1631—1803)
- Нюрнберг (1632)
- Фюрт, Аугсбург (1632—1635)
- Минден (1634—1648)
- Ландсберг, Франкфурт-на-Одере (1641—1643)
- Штаде (1645—1712)
- Лейпциг, Мемминген, Иберлинген (1647—1648)
- Торн (1655—1658)
- Бремен (1654—1666)

## Заморские колонии

Новая Швеция, 1638. Ныне штаты Делавэр, Нью-Джерси и Пенсильвания

### Золотой берег (Африка)
- Батенштейн (1649—1656)
- Кост (1649—1663)
- Карлсборг (1650—1658, 1660—1663)
- Кристиансборг (1652—1658)
- Аномабо (1653—1657)
- Уитсен (1653—1658)
- Аполлония (1655—1657)

### В Америке
- Новая Швеция (1638—1655)
- о. Тобаго (1733)
- о. Сен-Бартелеми (1784—1878)
- о. Гваделупа (1813—1814)

### Колониальные компании
- Южная компания
- Шведская Ост-Индская компания
- Шведская Вест-Индская компания
- Шведская Африканская компания
- New Sweden Company
- Шведская Левантийская компания

## Личные унии
- С Норвегией (1319—1343)
- Со Сконе (Сканией) (1332—1360)
- С Данией и Норвегией (1397—1523)
- С Речью Посполитой (1592—1599)
- С Пфальц-Цвейбрюккеном (1654—1718)
- С Гессен-Касселем (1730—1751)
- С Норвегией (1814—1905)